# Катті Фредеріксен
Катті Фредеріксен (гренл. Katti Frederiksen; нар. 12 березня 1982) — гренландська письменниця, поетеса, лінгвіст і політик (Сіумут).

## Біографія
Фредеріксен народилася в 1982 році в сім’ї вівчаря Софуса Фредеріксена та політика Сука К. Фредеріксен (1965–2020).  Виросла в Нарсаку,  але переїхала в Нуук у 2004 році, щоб вивчати мову, літературу та медіа в Університеті Гренландії . Після отримання ступеня бакалавра в 2007 році отримала там ступінь кандидата в 2011 році, частково після перебування за кордоном в Університеті Аляски у Фербенксі. З 2007 по 2008 рік Фредеріксен працювала вчителем гренландської мови в середній школі. З 2008 по 2015 рік працювала в Oqaasileriffik, яку потім очолювала до 2020 року. Є власницею видавництва дитячої книги Iperaq. З 2018 по 2020 керувала кафе в Нууку.
У 2006 році Фредеріксен опублікувала збірку віршів і повістей Uummatima kissaa (Тепло мого серця). У 2012 році вона опублікувала свій другий том поезії «100% Eskimo Inuk».  Її вірші розповідають про гренландську мову та почуття ідентичності гренландців. 
5 листопада 2020 року призначена міністром освіти, культури та церкви в Кабінеті міністрів Кільзена VIII, змінивши Ане Лоун Баггер, яка пішла у відставку влітку, не будучи до цього кандидатом на виборах.

## Особисте життя
Фредеріксен – мати трьох дітей. Вона також є однією з найкращих марафонців країни.